# You’ll Be in My Heart
You’ll Be in My Heart – singel Phila Collinsa pochodzący ze ścieżki dźwiękowej Tarzan: An Original Walt Disney Records Soundtrack, nagranej na potrzeby disnejowskiego filmu Tarzan. W wersji użytej w filmie Collinsowi towarzyszy Glenn Close, dłuższą wersję, mającą promować produkcję Disneya artysta śpiewa solo.
Utwór spotkał się z uznaniem krytyków i przyniósł Collinsowi zarówno Oscara za najlepszą piosenkę filmową, jak i nagrodę Złotego Globu.
Collins nagrał także hiszpańską wersję piosenki. Było to jedyne pojawienie się wykonawcy na hiszpańskojęzycznej liście przebojów.

## Tekst
W filmie piosenka pojawia się po zaadoptowaniu małego Tarzana przez gorylicę Kalę. Kala próbuje uspokoić niemowlę, obiecuje, że już zawsze będzie przy nim. W wersji Collinsa podmiot liryczny zauważa, że otoczenie nie może zrozumieć, jak matka i dziecko mogą się kochać mimo tak dużych różnic pomiędzy nimi.